# Monika Maciejewska
Monika Katarzyna Maciejewska-Banit (Varsavia, 22 maggio 1970) è un'ex schermitrice polacca, vincitrice di quattro medaglie di bronzo in tre diverse edizioni dei campionati europei di scherma.

## Palmarès
In carriera ha conseguito i seguenti risultati:
- Europei di scherma

Danzica 1997: bronzo nel fioretto individuale.
Plovdiv 1998: bronzo nel fioretto individuale ed a squadre.
Funchal 2000: bronzo nel fioretto individuale.